# Diògenes de Selèucia
Diògenes de Selèucia (grec antic: Διογένης, Diogénēs) va ser un filòsof epicuri grec nascut a Selèucia del Tigris, confós sovint amb Diògenes de Babilònia que també era nascut a la mateixa ciutat.
Va viure a Antioquia a la cort d'Alexandre I Balas, però va ser executat més tard durant el govern d'Antíoc VI Dionisi cap a l'any 142 aC.